# Куняков, Андрей Александрович
Андрей Александрович Куняков (род. 23 сентября 1970) — советский и российский хоккеист, защитник. Тренер.

## Биография
Воспитанник ярославского хоккея. Выступал за команды «Яринтерком» Ярославль (1991/92 — 1992/93), «Молот» Пермь (1993/94 — 25 матчей в МХЛ), «Коминефть» / «КомиТЭК» (Нижний Одес, 1993/94 — 1995/96), «Дизелист» Пенза (1996/97 — 18 матчей в РХЛ), «Воронеж» / «Буран» (1996/97 — 1999/2000, 2010/11), «Липецк» (2000/01, 2005/06), «Кристалл» Саратов (2001/02), «Динамо-Энергия» Екатеринбург (2001/02 — 2002/03), «Спутник» Нижний Тагил (2002/03 — 2004/05), «Рязань» (2006/07 — 2010/11).
12 октября 2007 года попал в автомобильную аварию, когда клубный автобус с командой перевернулся, и получил серьезные повреждения.
Тренерскую карьеру начал в ДЮСШ ярославского «Локомотива». Работал юношеским тренером в ДЮСШ Дмитрова (2012—2013), и в ХК «Дмитров» (2013—2017).
В женском хоккее — главный тренер команды «Арктик-Университет» Ухта / СК «Горный» СПб (2017/18 — 2018/19), тренер в СК «Горный» (2019/2020). Тренер в «Торнадо» Дмитров (2022/23).